# Catalina Mesa
Catalina Mesa (6 de mayo de 1978) es una cineasta, escritora y fotógrafa colombiana, reconocida principalmente por dirigir el documental de 2016 Jericó, el infinito vuelo de los días.

## Biografía

### Primeros años y estudios
Mesa nació en 1978. Se formó en danza contemporánea en su país y más tarde cursó una carrera de comunicaciones en el Boston College. Radicada en los Estados Unidos, trabajó durante un tiempo en una compañía de producción audiovisual de Nueva York. Tras su experiencia en el país norteamericano, se trasladó a París para cursar una licenciatura en historia del arte del espectáculo, una maestría en letras, estudios de realización cinematográfica y varios cursos de fotografía y vídeo. Acto seguido fundó la compañía de producción audiovisual Miravus, con la que ha realizado campañas fotográficas y multimedia para diversas marcas y artistas.

### Carrera
Interesada en el desarrollo de documentales, trabajó en la ciudad de Lille con la compañía Design for Change, con la que realizó el documental Farm for change, el cual relata el avance de un proyecto de transformación urbana. Acto seguido regresó a su país natal con el objetivo de realizar otro documental, en este caso sobre la vida y obra de su tía abuela Ruth Mesa y el origen del municipio de Jericó en el departamento de Antioquia. El documental, titulado Jericó, el infinito vuelo de los días, fue estrenado en su país en noviembre de 2016 y fue exhibido en eventos a nivel internacional como el Festival de Cine Documental de Canadá, el Festival de Cine de Lima, el Festival Internacional de Cine Documental de Tel Aviv y el Bogotá Film Festival, además de ganar varios premios y reconocimientos.